# JD.com
JD.com (mandarin : 京东集团 ; pinyin : Jīngdōng Jítuán), officiellement JD.com, Inc., est une entreprise chinoise de commerce en ligne cotée au NASDAQ et à la Bourse de Hong Kong. Basée à Pékin, elle est l'une des grandes plateformes de vente en ligne en Chine mais, contrairement à ses concurrents opérant comme des places de marché, elle gère sa propre chaîne logistique, via un réseau d'entrepôts automatisés, de centres de tri et de services de [livraison à l'échelle nationale. Elle possède des filiales spécialisées (santé, logistique, cloud computing, etc.) et mène des activités de recherche et développement en robotique, drones de livraison et automatisation des entrepôts.
Fondée en 1998 par Liu Qiangdong comme boutique de matériel électronique, elle a entamé son virage vers le commerce en ligne en 2004 à la suite de l'épidémie de SRAS. Elle s'est développée via un modèle de distribution directe axé sur la garantie d'authenticité des produits et est en concurrence avec Alibaba (Taobao, Tmall), Pinduoduo, ainsi qu'avec Meituan dans les services. Elle est en partenariat avec Tencent depuis 2014, ce qui lui permet d'être intégrée à la plateforme de messagerie WeChat.

## Histoire

### Les débuts (1998-2004)
JD.com a commencé comme une petite boutique physique de produits électroniques, ouverte par Liu Qiangdong le 18 juin 1998 sous le nom de Jingdong, (ou JD Multimedia). Liu Qiangdong a investi 12 000 yuans, soit environ 1 500 dollars américains, de ses économies personnelles pour louer un espace commercial de quatre mètres carrés dans le quartier technologique de Zhongguancun à Pékin,.
Il adopte immédiatement une approche commerciale qui contraste avec celle de ses concurrents présents à Zhongguancun en choisissant de ne pas négocier les prix et en adoptant une politique de prix fixes clairement affichés. Si cette approche déconcerte d'abord les clients habitués au marchandage, elle séduit finalement une partie de la clientèle à la recherche de transparence et d'authenticité des produits. La première vente de l'entreprise s'élève à 98 yuans. Cette manière de fonctionner favorise le bouche-à-oreille, contribuant à l'élargissement de sa clientèle. En raison du volume important de commandes, Liu Qiangdong doit embaucher du personnel pour gérer la charge de travail trois mois après l'ouverture.
Début 2003, l'épidémie de SRAS (syndrome respiratoire aigu sévère) contraint le pays à entrer dans un état de quasi-confinement et empêche les clients de se déplacer physiquement dans les magasins, mettant en péril l'activité de JD Multimedia. Contraint par la situation, Liu Qiangdong passe au commerce électronique en 2004, en lançant un site (qui sera nommé 360buy.com en 2007, puis JD.com en 2013).

### Croissance et financement (2004-2014)
JD.com vend directement aux clients des produits qu'il détient, sans opérer comme un marché en ligne. Ce choix nécessite que l'entreprise maintienne un réseau d'entrepôts et consacre des montants conséquents dans la logistique.
Dès 2004, l'entreprise entame une phase d'expansion axée sur le développement de son infrastructure logistique interne, et investit de manière importante dans la construction d'entrepôts et l'acquisition d'équipements de stockage, allouant environ 0,7 milliard de yuans (100 millions de dollars américains) jusqu'en septembre 2013. Cette stratégie d'intégration verticale différencie JD.com de ses concurrents, qui dépendent principalement de prestataires logistiques externes. L'entreprise planifie entre octobre 2013 et fin 2014 un budget supplémentaire de 2,4 à 3,4 milliards de yuans (400 à 600 millions de dollars) pour poursuivre l'expansion de son réseau logistique.
Entre 2004 et 2008, JD.com se transforme progressivement en plateforme B2C spécialisée dans les produits 3C (Computer, Communication, Consumer, « informatique, communication et électronique grand public »). Puis, à partir de 2010, la plateforme propose une livraison le jour même ou le lendemain (alors que le standard sectoriel, comme chez Amazon Prime, était de deux jours).
En avril 2015, la plateforme JD Worldwide est lancée, proposant des ventes transfrontalières à plus de 1 200 marques internationales à destination des consommateurs chinois, avec un catalogue initial de plus de 150 000 références réparties dans environ 450 boutiques en ligne. Cela vise à permettre aux marques étrangères de vendre sans nécessiter d'établissement légal en Chine, en utilisant des entrepôts sous douane pour accélérer les délais de livraison et réduire les coûts logistiques,,. Progressivement, JD Worldwide se diversifie en déclinaisons régionales, telles que le « US Mall » lancé en juillet 2015, qui cible directement les consommateurs chinois avec des produits américains de marques telles que Converse ou Samsonite.
JD.com mène entre 2004 et 2014 plusieurs levées de fonds successives qui lui permettent de financer sa croissance. L'entreprise attire l'attention d'investisseurs internationaux, dont Hillhouse Investment Management (en), dirigé par Zhang Lei (en). Selon les sources, lors d'une rencontre cruciale, Zhang Lei aurait présenté à Liu Qiangdong deux options : un financement de 300 millions de yuans ou aucun financement.
En mai 2014, JD.com réalise son introduction en bourse sur le NASDAQ. L'émission de 93,7 millions d'American Depositary Shares (ADS), au prix unitaire de 19 USD, permet à l'entreprise de lever 1,8 milliard de dollars. L'entreprise affirme alors être le principal détaillant en ligne direct de Chine et la deuxième entreprise de commerce électronique B2C du pays, avec un volume brut de marchandises (en) dépassant les 20 milliards de dollars.

### Consolidation et expansion (2014-2024)

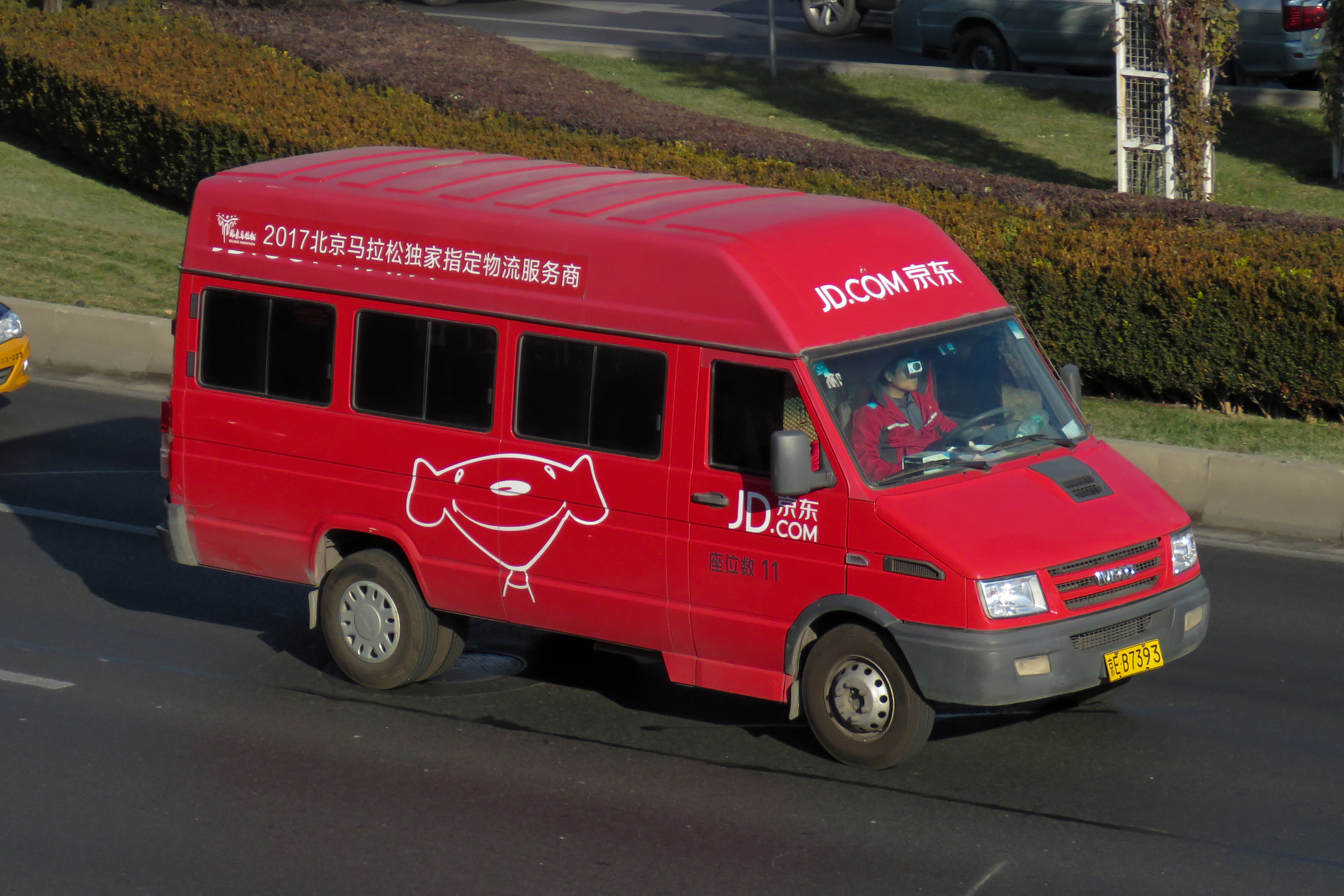
Un camion de livraison JD.com

En juin 2016, Walmart acquiert une participation de 5 % dans JD.com, ce qui marque le début d'un partenariat stratégique à long terme. Un accord avec Tencent, initié en 2014, joue un rôle important dans la stratégie d'expansion de JD.com en permettant d'intégrer les données d'historique d'achat de ses clients avec celles de la plateforme de messagerie WeChat, qui compte une base très large d'utilisateurs mensuels (600 millions dans le monde). Cette fusion de données vise à améliorer les recommandations personnalisées pour les clients et à aider les vendeurs à mieux cibler leurs promotions,.
Fondée en interne dès 2007, l'activité logistique de JD.com devient en avril 2017 une entité indépendante nommée JD Logistics (en), dorénavant ouverte aux clients tiers. Ce repositionnement vise à rendre la division financièrement autonome et à générer des revenus en offrant des services logistiques via sa propre infrastructure. L'ouverture au capital public se réalise en mai 2021 lorsque JD Logistics est introduite à la Bourse de Hong Kong, levant environ 3,2 milliards de dollars, ce qui la place parmi les introductions en bourse les plus importantes de l'année dans la région. Cette opération met en évidence le rôle important de la logistique pour la croissance de l'entreprise, un secteur où JD Logistics vise notamment les marchés du luxe et de la distribution haut de gamme,.
En 2016, le groupe présente un entrepôt entièrement automatisé à Shanghai, capable de traiter plus de 200 000 commandes par jour avec un nombre minimal d'employés humains, illustrant le haut niveau d'automatisation de ses opérations logistiques,. D'importants investissements en recherche et développement depuis 2017 (plus de 75 milliards de yuans selon les estimations) ont permis des avancées dans l'intelligence artificielle, la robotique et la réalité virtuelle.
En août 2018, JD.com et Walmart renforcent leur collaboration grâce à un investissement conjoint de 500 millions de dollars dans Dada-JD Daojia. Cette entreprise résulte de la fusion entre JD Daojia, la branche online to offline (en) de JD.com, et Dada (zh), l'une des principales plateformes de livraison collaborative en Chine. Cette collaboration permet à Walmart d'offrir les services de livraison collaborative de Dada-JD Daojia dans 200 de ses magasins répartis dans 30 villes chinoises. Des services également intégrés par cinq des principales boutiques en ligne de JD.com,,.
En 2020, sa filiale JD Health (en), qui commercialise des produits pharmaceutiques et de soins de santé, ainsi que des services de télémédecine en ligne, est introduite à la Bourse de Hong Kong. En 2021, Tencent procède à une cession majeure de ses parts dans JD.com, réduisant sa participation de 17 % à 2 %, et faisant de Walmart le nouveau principal investisseur de l'entreprise. Malgré cette réduction de participation, le partenariat technologique entre JD.com et Tencent se poursuit et se renforce en 2022, avec l'émission par JD.com de 220 millions de dollars d'actions supplémentaires à Tencent en échange d'un accès étendu à WeChat. La même année, la filiale JD Digits de JD.com se restructure et devient JD Technology. Elle couvre les activités financières du groupe, ainsi que ses branches dédiées à l'intelligence artificielle et au cloud computing.
En mars 2022, l'entreprise acquiert Deppon Logistics pour 1,42 milliard de dollars dans le but de renforcer ses capacités logistiques et d'élargir son portefeuille de services,. Parmi d'autres acquisitions de JD.com dans divers secteurs figurent China Logistics Property Holdings et Dada. En 2023, sa filiale JD Cloud, spécialisée dans le cloud computing, annonce une baisse de prix sur plusieurs de ses services de base, dans un contexte de forte concurrence avec Alibaba Cloud et Tencent Cloud (en). 
En août 2024, l'Association chinoise de cybersécurité publie une liste de 62 applications, incluant celle de JD.com, pointant du doigt des problèmes incluant la collecte excessive d'informations personnelles, l'utilisation abusive des autorisations et des difficultés liées à l'annulation de compte. La même année, Walmart vend sa participation de 3,7 milliards de dollars dans JD.com pour se concentrer sur ses activités en propre en Chine.

### À partir de 2025

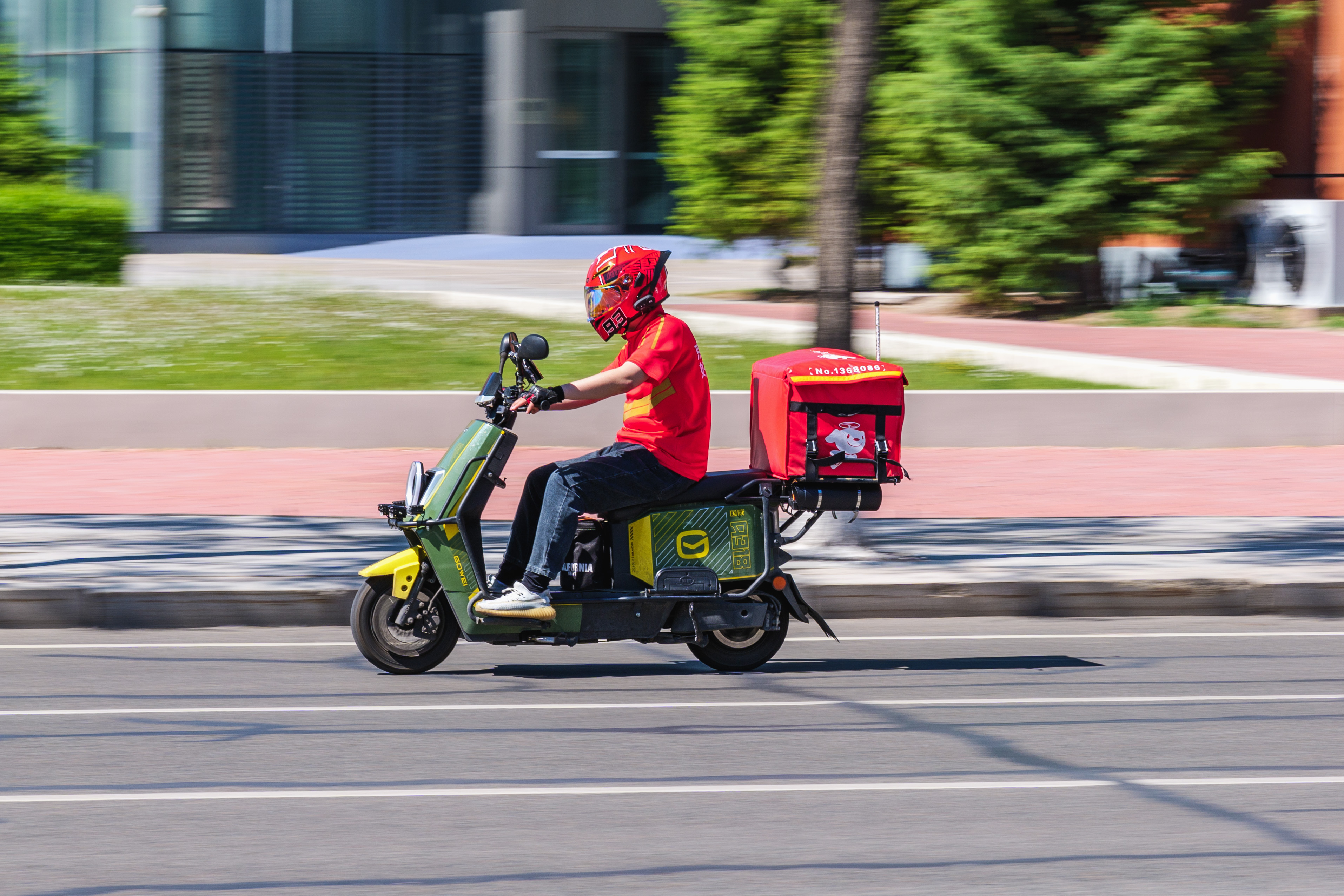
Un livreur du service de

En février 2025 est créé JD Takeaway (zh), un service de livraison de repas (en) intégré à l'écosystème en ligne du groupe, venant concurrencer Ele.me d'Alibaba et Meituan. L'entreprise prévoit d'investir plus de 10 milliards de yuans dans ce secteur au cours de l'année,  notamment via des réductions de prix pour les consommateurs, afin de gagner des parts de marché. Cependant, en juillet 2025, l'Administration d'État pour la régulation du marché (SAMR) convoque ces entreprises de livraison de repas en ligne, afin de les encourager à adopter des pratiques concurrentielles plus rationnelles, avec comme craintes les répercussions sur les commerces de restauration concernés, et une possible déflation résultant de ces pratiques,.
En juin 2025, JD Logistics lance son service d'express international JoyExpress en Arabie saoudite, utilisant son modèle logistique (dont ses entrepôts automatisés) pour son expansion à l'international. Au même moment, l'entreprise initie un programme pour importer 1 000 marques étrangères en trois ans avec pour objectif d'atteindre 10 milliards de yuans de ventes supplémentaires, notamment grâce à des plateformes régionales en Europe (Pays-Bas, France, Royaume-Uni) dotées d'entrepôts locaux et d'un service de livraison express.
Pour la deuxième année consécutive, JD.com est classé par Gartner dans le Top 25 des chaînes d'approvisionnement mondiales de 2025, en raison de ses investissements en recherche et développement (plus de 140 milliards de yuans) et de ses innovations technologiques en logistique,,.

## Controverses et critiques

### L'affaire Liu Qiangdong et les accusations d'agression sexuelle (2018-2022)
Le 31 août 2018, Liu Qiangdong, fondateur et ancien PDG de JD.com, est arrêté à Minneapolis au Minnesota après avoir été accusé de viol par une femme alors qu'il participait à un programme commercial universitaire. Il est libéré le lendemain et retourne en Chine quelques heures plus tard. L'arrestation provoque une chute du cours de l'action de l'entreprise. Plusieurs cabinets d'avocats américains intentent des poursuites collectives, arguant que JD.com n'avait pas divulgué des informations importantes sur son PDG. En décembre 2018, les procureurs du Minnesota décident de ne pas poursuivre Liu Qiangdong au pénal. Dans un communiqué, il déclare que la décision des procureurs « prouve que je n'ai enfreint aucune loi ». Il présente des excuses concernant l'incident avec son accusatrice, affirmant que ses actions ont blessé sa famille et sa femme.
En avril 2019, Liu Qiangdong est accusé d'agression par une étudiante chinoise nommée Liu Jingyao et âgée de 21 ans. Selon la plainte, lors d'un dîner d'honneur des étudiants bénévoles, le PDG aurait pousser la plaignante à consommer de l'alcool,, puis, alors que celle-ci demandait à être ramener à son domicile, elle aurait été conduite de force vers une limousine où se trouvait le PDG. Il l'aurait agressé pendant le trajet et tenté de la déshabiller alors qu'elle le suppliait d'arrêter. Selon son récit, il aurait poursuivi l'agression jusque dans son appartement.

### Accusations de vente de produits contrefaits (2018)
En mars 2018, JD.com est confronté à des accusations publiques concernant la vente de produits contrefaits après qu'une écrivaine chinoise, connue sous le pseudonyme Liu Liu, ait publiquement dénoncé des problèmes de produits contrefaits sur le site, en relatant l'expérience de son amie Cheng Mo. Ces accusations sont reprises par plusieurs médias, et JD.com présente des excuses aux clients suite à ces révélations.